# Chaetochlorops tanyaspis
Chaetochlorops tanyaspis är en tvåvingeart som beskrevs av Hibbert och Wheeler 2007. Chaetochlorops tanyaspis ingår i släktet Chaetochlorops och familjen fritflugor. Inga underarter finns listade i Catalogue of Life.